# Giuseppe Mayno
Giuseppe Mayno (Spinetta Marengo, 1780 – Alessandria, 12 aprile 1806) è stato un brigante italiano, attivo dal 1803 al 1806, noto nella cultura popolare come Mayno della Spinetta (o della Fraschetta).

## Biografia

### Gli inizi
Nacque a Spinetta Marengo in una famiglia umile e numerosa, figlio di Giuseppe Mayno (carrettiere) e Maria Roveda. Studia in seminario fino a quando, nel 1794, si arruola nell'esercito regio. Di carattere ribelle, dopo un litigio con un ufficiale diserta il suo reggimento stanziato a Tortona. Si rifugia presso la comunità valdese del cuneese, in cui rimane fino al 1796, anno in cui si arruola nell'Armata d'Italia.
Congedatosi nel 1803, il 19 febbraio dello stesso anno sposa Cristina Ferraris, nipote del parroco di Spinetta. Secondo la tradizione si diede alla macchia il giorno del suo matrimonio per aver infranto una legge degli occupanti francesi che vietava l'utilizzo di armi da fuoco durante le celebrazioni e ucciso uno dei gendarmi che ne contestava l'uso. Secondo altre versioni rifiuta con alcuni fratelli il servizio di leva nell'esercito napoleonico (legge sulla coscrizione obbligatoria del 20 aprile 1802) e diventa capo di una banda armata che arriva a contare, secondo le cronache popolari, 200 uomini a piedi e 40 uomini a cavallo. Da quel giorno entra nella leggenda popolare come l'eroico bandito che difende i contadini e la povera gente dalle angherie degli occupanti francesi.

### Simbolo di riscatto
Diventa un simbolo del riscatto sociale e della resistenza alle truppe napoleoniche, un Robin Hood piemontese che si nasconde nel bosco della Fraschetta, zona alle porte di Alessandria e teatro della battaglia di Marengo ed organizza azioni contro le truppe francesi di stanza a Marengo. Tra le azioni più famose della sua banda, le più clamorose sono l'aggressione al Ministro Antoine Christophe Saliceti, commissario del governo napoleonico, al generale Édouard Jean-Baptiste Milhaud e nel novembre 1804 al convoglio di papa Pio VII diretto a Parigi per l'incoronazione di Napoleone.
Le sue gesta proseguirono per tre anni, grazie alla collaborazione della popolazione e ad una leggendaria abilità nei travestimenti. Noto ai francesi come il bandito di Marengo, e definito popolarmente terreur des Departements au delà des Alpes, Mayno amava definirsi Re di Marengo e Imperatore delle Alpi in sberleffo a Napoleone.

### La fine
Il 12 aprile 1806, recandosi nottetempo all'abitazione della moglie Cristina, gli viene tesa un'imboscata favorita probabilmente da una spia. Prima di essere ucciso Mayno riesce comunque a uccidere anch'egli tre gendarmi fra cui il luogotenente Gouin.
Il corpo del Mayno, sfigurato dai colpi d'arma da fuoco e dai fendenti di spada, viene esposto per tutta la giornata in Piazza D'Armi ad Alessandria, con appeso un cartello con su scritto Così finisce Giuseppe Mayno della Spinetta, brigante. Il suo corpo, gettato in una fossa comune, non sarà mai più rintracciato dopo il seguente fatto: il becchino che aveva effettuato la sepoltura, tale Giacomo Sala, è stato infatti poi arrestato il 15 aprile poiché aveva sotterrato il cadavere del Giuseppe Mayno completamente nudo. La polizia ritenne che ciò fosse dovuto al fatto che i vestiti del Mayno erano stati o venduti o conservati come reliquie.
 
La leggenda del Mayno è arrivata fino ai giorni nostri, anche grazie all'opera di Stendhal.

### Il mito
Dopo la sua morte iniziano subito a fiorire leggende e racconti che daranno vita a numerose filastrocche, romanzi, barzellette, maschere e produzioni teatrali fino ai nostri giorni.
Mayno viene citato da Cesare Lombroso nel sesto capitolo de L'Uomo delinquente intitolato '"Affetti e passioni dei delinquenti" ove osserva "Mayno della Spinetta era fedele e appassionato marito; e in causa della moglie fu preso".